# Okslev
Okslev (dansk) eller Owschlag (tysk) er en landsby og kommune i det nordlige Tyskland, beliggende under Rendsborg-Egernførde Kreds i delstaten Slesvig-Holsten. Landsbyen er beliggende midtvejs mellem Slesvig by og Rendsborg ved randen af Hytten Bjerge i det sydlige Sydslesvig. Sydøst for byen ligger Okslev Sø. Landsbyen blev første gang nævnt 1500 som to Osslachte.
Til kommunen hører landsbyerne Norby, Boglund (Boklund), Ramstorp (Ramsdorf), Sorgvold (Sorgwohld) og Stensig (Steinsieken). Mod nord grænser kommunen til Jagel og Lottorp, mod vest til Krop. Kommunen samarbejder med andre kommuner på administrativt plan i Hytten Bjerge kommunefælleskab (Amt Hüttener Berge).